# BMW F800R

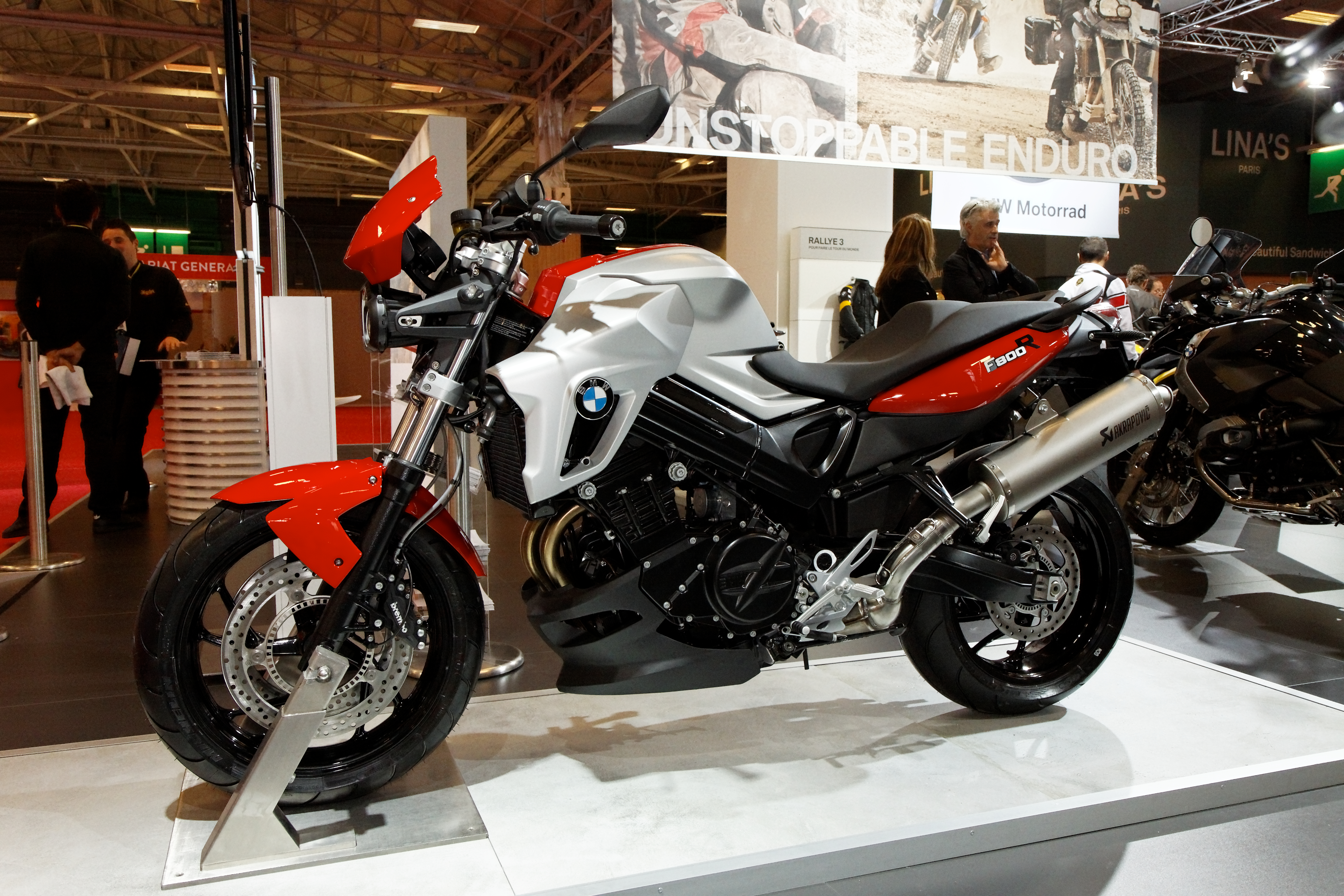

BMW F800R은 2009년에 BMW 모토라드이 도입한 네이키드 바이크이다.
BMW는 68개의 Chris-Pfeiffer-Edition BMW F800R 모델들을 제공하고 있으며 커스텀 페인트칠, 아르카포비치 이그저스트(Akrapovič exhaust)를 갖추고 있다.